# Мехдиев, Имран Азим оглы
Имран Азим оглы Мехдиев (азерб. İmran Əzim oğlu Mehdiyev; 21 января 1936, Ордубад, Нахичеванская АССР — 10 марта 2023) — азербайджанский советский государственный деятель.

## Биография
В 1967 году окончил аспирантуру НИИ бетона и железобетона Госстроя СССР.
Старший референт отдела строительства и коммунального хозяйства Совета Министров Азербайджанской ССР (1962—1963, 1968—1971).
Директор Бакинского завода мраморных изделий (1971—1976) .
Первый заместитель председателя Совета министров Нахичеванской АССР (1976—1979).
Председатель Совета Министров Нахичеванской АССР (1979—1982).
Первый заместитель председателя Азербайджанского Государственного комитета по ценам (1982—1983).
Первый секретарь Исмаиллинского райкома КП Азербайджанской ССР (1983—1989).
Первый заместитель министра промышленности строительных материалов Азербайджанской Республики и первый директор Государственного концерна «Azersənaetikinti» (АзПромстрой) (1991—1999).
Экономист, доктор экономических наук, профессор. Член Международной инженерной академии, Российской финансово-экономической академии и Союза архитекторов Азербайджана.
Скончался 10 марта 2023 года.

## Награды
- Орден «Знак Почёта» (дважды)
- Орден Трудового Красного Знамени
- Медали